# 파랑
파랑(blue) 또는 청색(靑色)은 470nm가량의 파장을 갖는 색이며, 빛의 굴절률이 가장 큰 색이다. 가산 혼합에서는 빨강, 녹색과 함께 빛의 삼원색 중 하나이다. 가산혼합으로 색상을 표기하는 웹 색상에서 파란색은 #0000FF으로 표시되며, 보색은 노랑이다. 감산 혼합에서는 색의 삼원색 중 마젠타(Magenta)와 시안(Cyan)을 같은 비율로 혼합했을 때 나타나는 색이다. 이 색상의 보색은 주황색이다. 

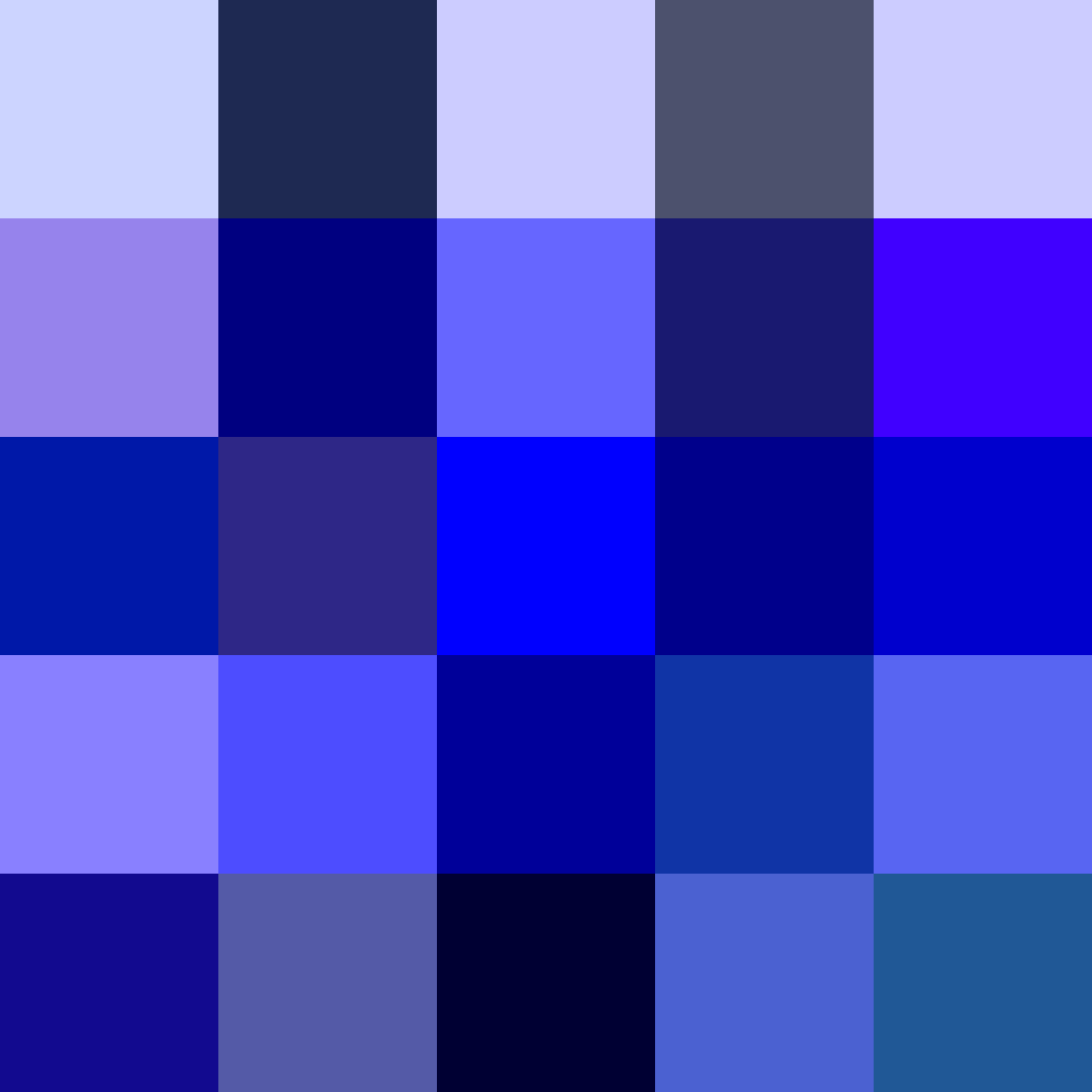

## 문화

### 이념
- 대부분의 나라에서 파란색은 보수주의와 우파를 나타내는 색이지만, 미국에서는 중도좌파정당인 민주당의 상징색이 파란색인 이유로 보수정당 공화당의 상징색 빨간색과 대비되는 진보의 의미도 가지고 있다. 대한민국에서도 보수정당인 자유한국당(구 새누리당)이 상징색으로 빨간색을 선택하고 중도좌파정당인 더불어민주당(구 새정치민주연합)이 상징색으로 파란색을 선택함으로써 파란색이 진보, 좌파의 색으로 쓰이기도 한다.

### 정치
- 더불어민주당, 조국혁신당 등 을 상징한다.
- 대한민국의 정당 한나라당(現 자유한국당)의 과거 상징 색이었다. 이는 옛 민주정의당(민정당)과 민주자유당(민자당), 신한국당에도 사용되었다.
- 미국의 정당인 민주당의 상징색은 파란색이다. 대통령 선거 결과를 나타내는 지도에서 파란색으로 칠해진 주는 민주당이 승리한 주이다. (적색주와 청색주 참고)
- 대한민국의 정당 더불어민주당의 상징색이며 평화를 사랑하는 우리의 민족성을 나타내기 위해 태극기를 형상화한 가운데의 태극문양중 음양의 색상인 태극파란색(음)으로 불린다.

### 기업
- 삼성그룹, 현대자동차그룹, 한진그룹, SBS, TBC, KBC, UBC, TJB, JTV, 일진그룹, 귀뚜라미그룹, 한창그룹, 서한그룹, 블루지엔씨(BLUE GNC), 게임빌과 컴투스의 통합 플랫폼인 하이브가 이 색상을 사용한다. 단, 현대자동차그룹 내에서 기아자동차만 검정색이 사용된다. 대한민국의 공기업으로는 서울교통공사, 한국철도공사(약칭 코레일), 한국방송공사(약칭 KBS) 등이 이 색이 사용되며, 은행권에서는 우리은행이 사용된다. 휴대 전화로 유명한 노키아, 모토로라, A/V 장비로 유명한 파나소닉이 이 색상을 사용한다.

### 천간
- 갑(甲)과 을(乙)은 파랑을 상징한다. 갑은 양(陽)의 천간이고, 을은 음(陰)의 천간이기 때문에 갑은 양의 지지와, 을은 음의 지지와만 결합한다.
- 갑이 들어간 지지: 갑자, 갑술, 갑신, 갑오, 갑진, 갑인
- 을이 들어간 지지: 을축, 을해, 을유, 을미, 을사, 을묘

### 교통 수단
- 대한민국 수도권 전철 4호선과 부산 도시철도 4호선의 고유색이다. 이보다 약간 엷은 색상으로 인천 도시철도 1호선에서 사용되며, 인천국제공항철도에서는 바다색, 수도권 전철 경강선과 동해선 광역전철(부산 도시철도 구간에 한함)의 경우 '코레일 블루(딥 블루)'로 통용되고 있다.
- 대한민국 간선버스의 대표 색상이다. 채택하는 곳은 서울특별시, 인천광역시, 대구광역시, 대전광역시이다.[1]
- 경기도 일반좌석버스가 이 색상이 사용된다.
- 대한민국 KTX, 새마을호의 대표 색이며, 한때는 비둘기호의 바탕색으로 사용되었다.
- 베트남 항공, KLM의 항공기 도색이 파란색이다.
- 서일본 여객철도(이하 JR서일본)의 대표 색상으로 '딥 블루'로 통용된다. 이보다 약간 엷은 색상으로 시코쿠 여객철도(이하 JR시코쿠)에서 사용되고 있으므로, 도카이도 신칸센 및 산요 신칸센의 열차 등급인 고다마호로 사용된다.
- 조반선에도 파랑이 쓰인다.
- 도에이 지하철 미타선의 대표 색상이다.
- 엘리베이터 중 홀수층 승강기의 색상이다.
- 경찰차의 기본 색상이다.

### 종교
- 유대교, 유대인을 상징하는 색이다. 하얀색과 더불어 파란색은 유대교 기도자들이 사용했던 어깨걸이를 구성했던 빛깔이었다.

### 미디어
- 영화나 게임물에서 12세 관람가, 12세 이용가의 색상이다.

### 성별
- 파랑은 남성을 의미하는 색상이다. 한 예로 화장실은 남자 화장실을 뜻하는 표시로 파랑색이 사용된다.
- 남자 한복의 치마와 저고리 옷고름에도 파란색이 사용된다. (가끔 여자 한복의 마고자에도 사용된다.)

### 온도
- 파랑은 시원한 느낌이 드는 색상이다. 한 예로 수도꼭지의 색상이 파란색인 경우 냉수만 나오는 수도임을 뜻한다.

### 감정
- 영어권에서 파란색은 우울함을 나타내는 은유로 쓰인다. 파랑을 뜻하는 영어 형용사 blue는 우울하다는 뜻으로도 사용되기 때문이다.
- 디자인에서 파랑은 이성적인 느낌을 만들 때 사용되는 경우가 있는데, 예를 들면 마블엔터테인먼트의 애니메이션 블레이드(일본)에서의 파란색 화면(조명)이 있다.
- 파랑은 조금 차가운 느낌이 든다. 항성 등은 온도가 높을수록 청색에 가까워진다.
- 파랑은 조용한 느낌이 든다. 무채색이 아닌 색 중에서 상대적으로 조용한 느낌이다.

### 스포츠

##### 올림픽
- 올림픽기에서 유럽을 상징한다.

##### 야구
- 대한민국 야구 국가대표팀의 원정 유니폼 색상은 파란색 상의로 되어 있다. 또한 삼성 라이온즈의 원정 유니폼 색상이기도 하며, 삼성 라이온즈 양준혁 선수는 한때 "내 몸에는 파란 피가 흐른다"는 말을 남기기도 하였다. 과거 KBO 리그에 참여했던 MBC 청룡도 이 색상이 사용되었으며, 롯데 자이언츠는 1996년까지 원정 유니폼 색상이 파란색이었다. 또한 SK 와이번스의 원정 유니폼 색상이었다.(2000년부터 2005년까지)
- 일본 프로야구 주니치 드래곤즈, 사이타마 세이부 라이온스의 원정 유니폼 색상이다.
- 메이저 리그 로스앤젤레스 다저스의 원정 유니폼도 파란색이다. 전 로스앤젤레스 다저스 토미 라소다 감독은 감독 은퇴식에서 "내 몸에는 파란 피가 흐른다"는 말을 남기며 로스앤젤레스 다저스에 대한 진한 애정을 보여줬다.

##### 축구
- 대한민국 K리그 수원 삼성 블루윙즈, 인천유나이티드, 대구 FC 독일 분데스리가의 FC 샬케 04, TSG 1899 호펜하임 잉글랜드 프리미어리그 첼시 FC, 에버튼 FC의 유니폼 색상이다.
- 핀란드, 프랑스, 그리스, 이탈리아, 슬로바키아, 일본, 쿠웨이트, 인도 축구 국가대표팀은 대표적인 유니폼 색상이 파란색이다. 브라질, 온두라스, 콜롬비아, 스웨덴, 파라과이 축구 국가대표팀의 원정 유니폼 색상도 파란색이다. 과거 대한민국의 원정 유니폼과 동독의 유니폼도 파란색이었다.
- 1986년 FIFA 월드컵과 2010년 FIFA 월드컵의 아르헨티나의 원정 유니폼이 파란색으로 아르헨티나의 경우 홈의 유니폼은 변함없지만 원정의 유니폼은 파란색과 남색을 번갈아 사용한다.
- 라오스 축구 국가대표팀도 파란색 유니폼을 입는다.
- 이탈리아 축구 세리에 A 유벤투스의 원정 유니폼 색상이다.

### 돈
- 대한민국 1,000원, 유럽 통합 화폐 20유로, 노르웨이 200크로네, 덴마크 500크로네, 스위스 100프랑 등의 기초 색상이다.

### 군대
- 대한민국 공군에서 병사들의 계급장은 파란색이 쓰인다.

### 광학 장치
- 블루레이 디스크의 표면 색상은 파란색이다.

### 달력
- 달력에서 토요일의 날짜가 대부분은 파란색으로 표기된다. 파란색은 토요일의 맑은 파란 하늘을 뜻하며, 언제나 행복하고 밝은 날을 상징한다. 그러나 불교 달력에서는 회색으로 표기된다.

### 기타
- 비투비 (슬로우 블루)
- 다나
- 박지윤
- 버즈
- 빅뱅 (유니버스 블루)
- 슈퍼주니어 (펄 사파이어 블루)
- 씨엔블루
- 에이젝스
- 위너 (네뷸라 블루)
- 장나라 (펄 블루)
- 쥬얼리 (펄 딥 블루)
- 코요태 (스트롱 블루)
- 테이 (펄 사파이어 블루)
- 트랙스 (펄 코발트 블루)
- 팀

### 블루 법
몇몇 미국의 주에서 시행되는 일요일 알코올 판매 금지 법
19세기 미국에서 블루스는 취하다란 속어로 쓰였다. 이러한 뜻을 가진 블루스와 음주(drinking)가 합쳐져서 '블루 법Blue laws'이라는 것이 만들어졌다.

## 컴퓨터
- MSX 컴퓨터

MSX 컴퓨터가 부팅을 할 때의 배경 색상이며 동시에 MSX 베이직의 기본 배경 색상이기도 하다. 그리고 초기 MSX의 16색 중 파랑 계통의 색상이 3개 있다.
- 마이크로소프트 윈도우

마이크로소프트 윈도우의 오류 화면이 파란색이다. (관련 항목: 블루스크린)
- 마이크로소프트 인터넷 익스플로러

인터넷 익스플로러에서는 하이퍼링크가 걸려 있는 글자의 기본 색상이 파란색이다.
- 어도비 시스템즈

어도비에서는 포토샵의 아이콘 색상으로 쓰인다.
- 월드 오브 워크래프트

월드 오브 워크래프트 상에서의 아이템 이름 색상에서 '희귀' 등급을 의미한다.

## 국기
이 색은 빨강과 흰색 다음으로 국기에 많이 쓰이는 국기색이다. 파랑이 국기에 없는 나라는 아프가니스탄, 파키스탄, 이집트, 리비아, 오만, 수단, 사우디아라비아, 몰디브 등 이슬람국가들인데 이는 이슬람에서 파랑을 아랍색으로 보지 않기 때문이지만, 예외로 이슬람교를 믿고 아랍어를 쓰는 이슬람국가인데도 파랑을 국기에 넣는 일도 있다. 소말리아, 지부티, 코모로, 차드, 에티오피아(이슬람 존재), 에리트레아(이슬람이 대다수), 콩고 민주 공화국(이슬람 소수), 시에라리온(이슬람 소수), 감비아(이슬람 소수), 말레이시아(이슬람식 이름으로 이슬람 대다수)가 그 예이다. 오스트레일리아 (호주), 뉴질랜드, 미국, 시에라리온, 보츠와나, 탄자니아 등 영국으로부터 독립한 나라들 대부분이나 코모로, 차드, 가봉, 네덜란드, 캄보디아, 지부티 등 프랑스로부터 독립한 나라들 대부분, 멕시코만 제외한 거의 모든 중앙아메리카 국가 (과테말라, 벨리즈, 엘살바도르, 온두라스, 니카라과, 코스타리카, 파나마)의 국기에는 파란색이 쓰인다. 그리고 이스라엘에도 파란색이 들어간 국기가 쓰인다. 남태평양의 태평양 제도에 속하는 섬나라들 역시 파란색이 들어간 국기가 많으며, 파란색은 이들의 국기에 남십자성이나 섬들을 뜻하는 별들과 더불어 쓰이며, 태평양을 의미한다.

## 파랑 계열의 색상
| 색 이름       | 색상 | RGB값          |
| ------------- | ---- | -------------- |
| 파랑          |      | (0, 0, 255)    |
| 하늘색        |      | (0, 191, 255)  |
| 옥색          |      | (50, 198, 166) |
| 대양색        |      | (0, 47, 75)    |
| 바다색        |      | (0, 128, 255)  |
| 남색          |      | (75, 0, 130)   |
| 프러시안 블루 |      | (0, 49, 83)    |
| 데님          |      | (21, 96, 189)  |
| 군청색        |      | (0, 0, 205)    |
| 틸            |      | (0, 127, 128)  |
| 스틸블루      |      | (70, 130, 180) |
| 밝은 파랑     |      | (74, 168, 216) |

## 같이 보기
- 여러 언어에서의 파랑과 녹색의 구별